# Vikten
Vikten är en by i Flakstads kommun i Nordland fylke i norra Norge. Byn ligger vid änden av fylkesväg 7600, på den norra delen av ön Flakstadøya.

## Bilder

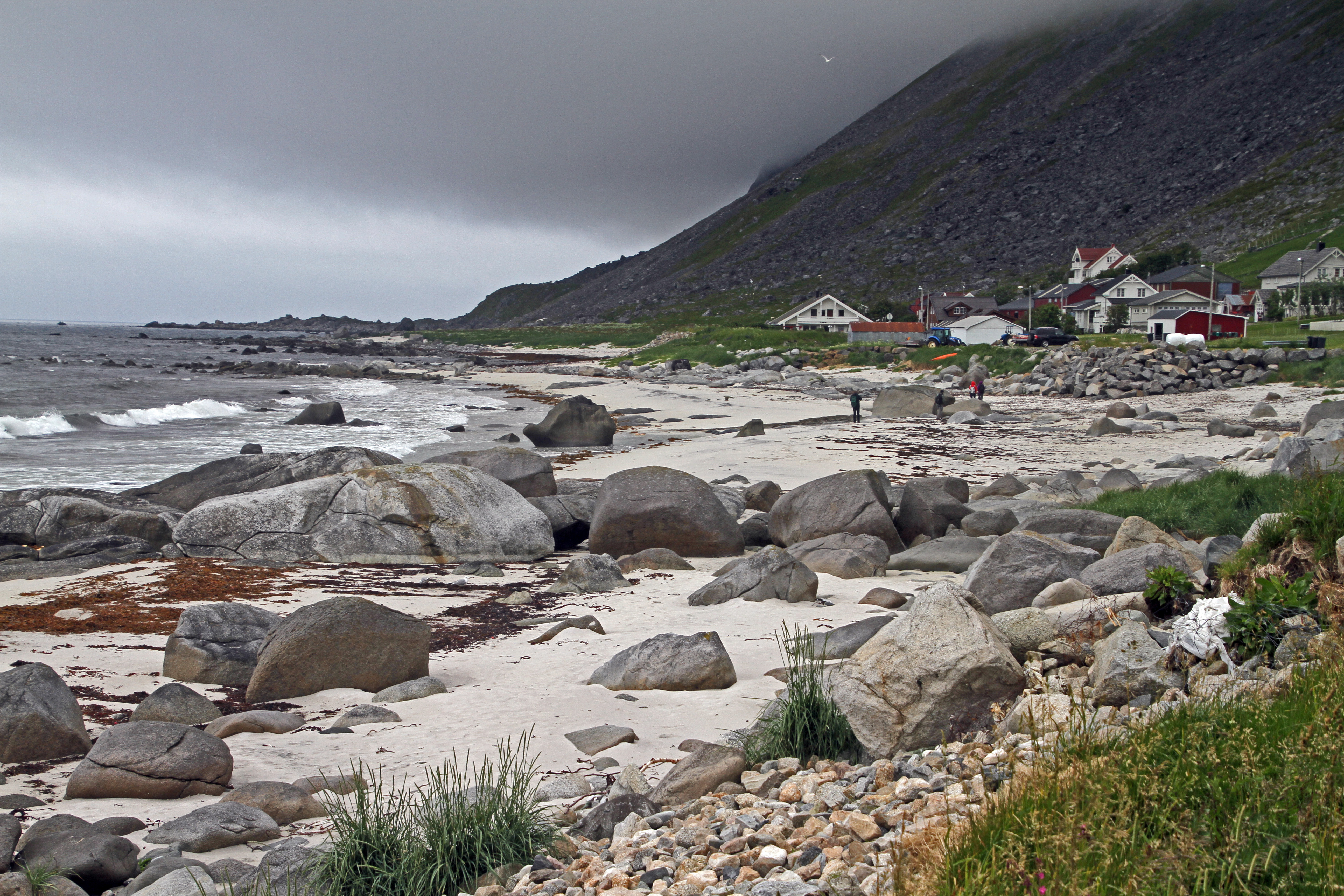
Stranden vid Vikten.
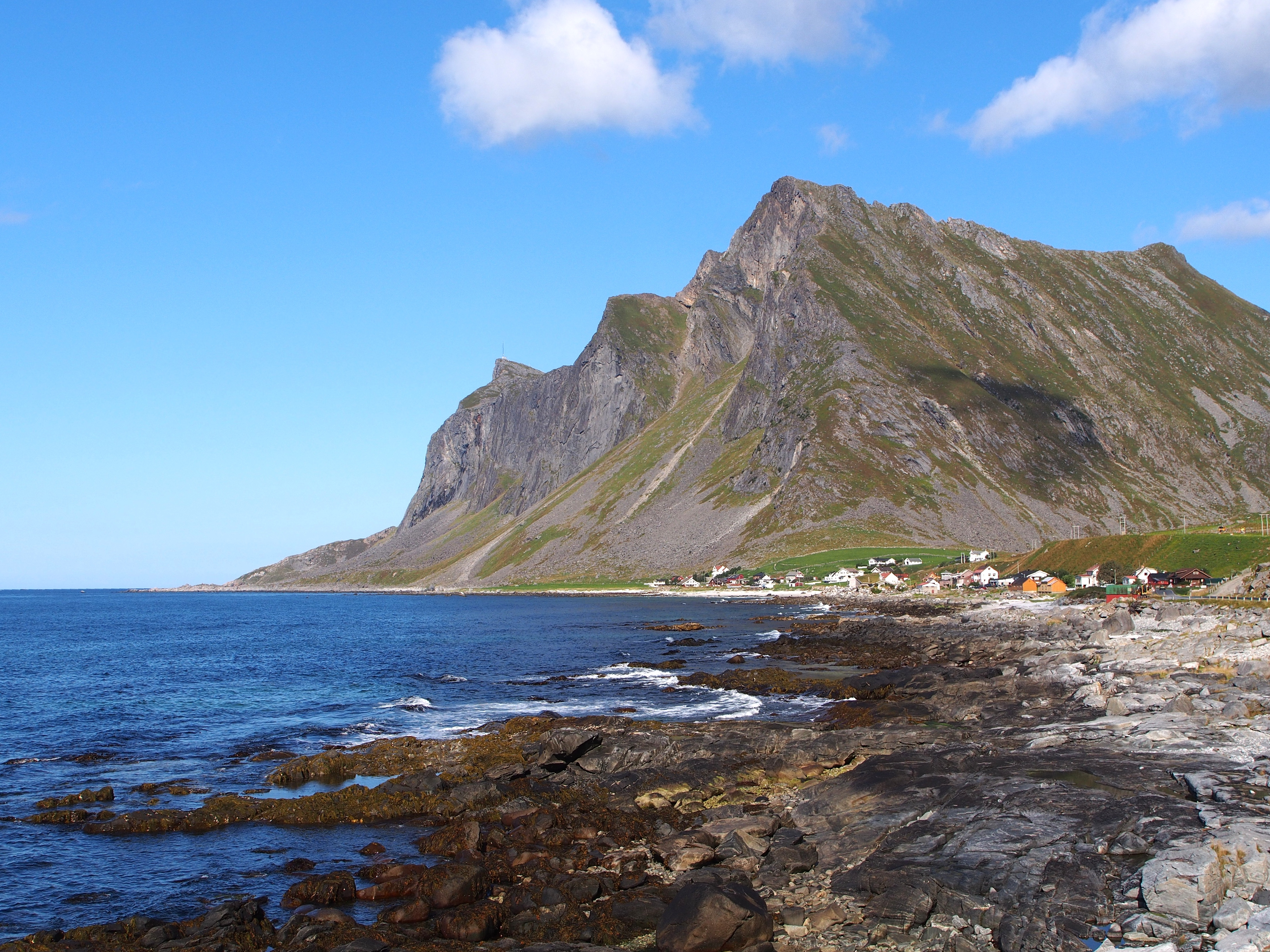
Bjørntinden.
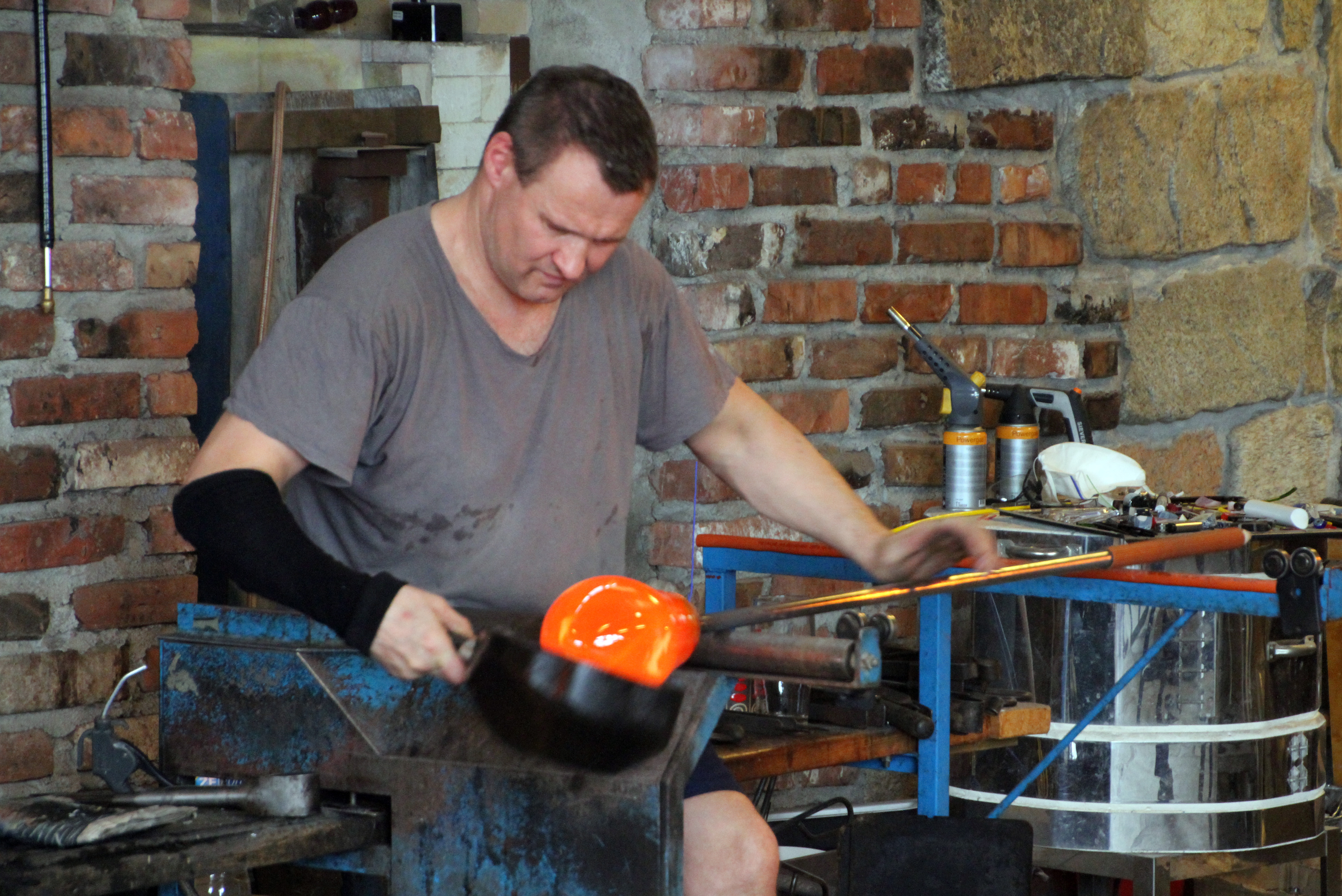
Glasblåsning.